# Nicola Ulivieri
Nicola Ulivieri (Arco, 7 settembre 1967) è un basso-baritono italiano, specializzato nel repertorio del basso cantante.

## Biografia
Diplomatosi nel 1992 al Conservatorio di Bolzano sotto la guida di Vito Maria Brunetti, nel 1995 vince il concorso del Teatro Lirico Sperimentale di Spoleto e nel 1996 il Premio Musica Riva.
Nel 1997 partecipa alla trasmissione su Canale 5 "Una volta al mese" aggiudicandosi il premio del contest “Vincerò”.
Nel 2006 ha ottenuto il Premio Abbiati, conferitogli per le sue interpretazioni mozartiane.
Ha cantato nei principali teatri italiani e del mondo, quali Teatro alla Scala, Teatro Comunale di Firenze, Teatro Massimo di Palermo, Gran Teatro La Fenice di Venezia, Teatro Comunale di Bologna, Teatro Carlo Felice di Genova, Teatro Lirico di Cagliari, Teatro San Carlo di Napoli, Teatro Regio di Torino, Teatro Verdi di Trieste, Teatro Comunale di Ferrara, Teatro Valli di Reggio Emilia, Teatro Filarmonico di Verona, Teatro Olimpico di Vicenza, Teatro Petruzzelli di Bari, Accademia di Santa Cecilia e Teatro dell’Opera di Roma, Metropolitan Opera House di New York, Gran Teatre del Liceu di Barcellona, Palau de les Arts Reina Sofía di Valencia, Welsh National Opera, Philharmonie di Monaco di Baviera, Konzerthaus di Vienna, Theater an der Wien, Opera di Graz, Opera di Amburgo, Teatro Real di Madrid, Teatro São Carlos di Lisbona, Teatro Colón di Buenos Aires, Opera di Pechino, Los Angeles Opera e Royal Opera House di Mascate.
Si esibisce inoltre in importanti festival in tutto il mondo, tra cui Salzburger Festspiele, Edinburgh International Festival, Festival di Aix-en-Provence, Settimane Musicali di Stresa, Rossini Opera Festival, Macerata Opera Festival, Festival de Radio France et Montpellier e i festival di Strasburgo, Lugano, Dresda, Wexford e delle Isole Canarie.
È stato diretto da illustri direttori quali Zubin Mehta, Claudio Abbado, Jesus Lopez Cobos, Nikolaus Harnoncourt, Daniele Gatti, Daniel Harding, Donato Renzetti, Gianandrea Noseda, Ottavio Dantone, Jordi Savall, Fabio Luisi, James Conlon e Kent Nagano.
Ha al suo attivo registrazioni discografiche per Deutsche Grammophon (con Anna Netrebko), Gramophone, Naïve, Dynamic e Helicon Classics.

## Repertorio
| Ruolo                    | Titolo                      | Autore         |
| ------------------------ | --------------------------- | -------------- |
| Lorenzo                  | I Capuleti e i Montecchi    | Bellini        |
| Conte Rodolfo            | La sonnambula               | Bellini        |
| Oroveso                  | Norma                       | Bellini        |
| Sir Giorgio              | I puritani                  | Bellini        |
| Giacomo Balducci         | Benvenuto Cellini           | Berlioz        |
| Conte Robinson           | Il matrimonio segreto       | Cimarosa       |
| Enrico VIII              | Anna Bolena                 | Donizetti      |
| Dulcamara                | L'elisir d'amore            | Donizetti      |
| Ernesto                  | Parisina d'Este             | Donizetti      |
| Clifford                 | Rosmonda d'Inghilterra      | Donizetti      |
| Raimondo Bidebent        | Lucia di Lammermoor         | Donizetti      |
| Giorgio Talbot           | Maria Stuarda               | Donizetti      |
| Sulpice                  | La Fille du régiment        | Donizetti      |
| Don Pasquale             | Don Pasquale                | Donizetti      |
| Frère Laurent            | Roméo et Juliette           | Gounod         |
| Lubino                   | Una cosa rara               | Martín y Soler |
| Simone                   | La finta semplice           | Mozart         |
| Figaro                   | Le nozze di Figaro          | Mozart         |
| Don Giovanni Leporello   | Don Giovanni                | Mozart         |
| Don Alfonso Guglielmo    | Così fan tutte              | Mozart         |
| Papageno                 | Die Zaüberflote             | Mozart         |
| Publio                   | La clemenza di Tito         | Mozart         |
| Uberto                   | La serva padrona            | Pergolesi      |
| Colline                  | La bohème                   | Puccini        |
| Batone                   | L'inganno felice            | Rossini        |
| Orbazzano                | Tancredi                    | Rossini        |
| Mustafà                  | L'italiana in Algeri        | Rossini        |
| Selim                    | Il turco in Italia          | Rossini        |
| Bartolo Don Basilio      | Il barbiere di Siviglia     | Rossini        |
| Alidoro                  | La Cenerentola              | Rossini        |
| Il Podestà               | La gazza ladra              | Rossini        |
| Berengario               | Adelaide di Borgogna        | Rossini        |
| Ircano                   | Ricciardo e Zoraide         | Rossini        |
| Fenicio                  | Ermione                     | Rossini        |
| Don Profondo Lord Sidney | Il viaggio a Reims          | Rossini        |
| Le Gouverneur            | Le Comte Ory                | Rossini        |
| Il Nevrastenico          | La notte di un nevrastenico | Rota           |
| Okcuoglu                 | Teneke                      | Vacchi         |
| Zaccaria                 | Nabucco                     | Verdi          |